# Chuột Microsoft
Chuột Microsoft (tiếng Anh: Microsoft Mouse) là một con chuột máy tính được hãng Microsoft phát hành vào năm 1983. Đây là con chuột đầu tiên được chào bán chính thức trên thị trường và còn kèm theo phần mềm Microsoft Word, Notepad, và bản chỉ dẫn trên màn hình với giá ban đầu là 195 đô la.
Mang biệt danh là "chuột mắt xanh lá cây", Chuột Microsoft có một cặp nút màu xanh lá cây. Nó cũng có phần thân cong hơn so với thiết kế chuột máy tính theo dạng hình khối vốn phổ biến hơn vào thời điểm đó. Giống như những con chuột khác trong thập niên 1980, Chuột Microsoft cũng dùng một cầu bi lớn bằng thép để di chuyển trên tấm lót chuột.
Phiên bản Chuột Microsoft đầu tiên có giao diện ISA InPort, cần người dùng cài đặt card bus của Microsoft trong máy tính. Các phiên bản về sau này đều có sẵn đầu nối qua cổng nối tiếp DE-9 hoặc DB-25. Tất cả phiên bản của Chuột Microsoft đều có thể dùng được cho máy tính tương thích IBM và các hệ thống DOS khác.

## Mẫu chuột sau này
Năm 1985, Microsoft giới thiệu đến khách hàng mẫu chuột Microsoft "mắt xám", có độ phân giải cao hơn so với các loại chuột cạnh tranh khác trên thị trường lúc bấy giờ. Năm 1987, Chuột Microsoft dạng "thanh bồ câu" xuất xưởng, tương thích với cả cổng nối tiếp và PS/2. Năm 1991, nhà sản xuất còn chế tạo cả một con chuột Microsoft dạng bi lăn. Chuột Microsoft 2.0 hình "quả bầu dục" được hãng tung ra vào năm 1993 và thiết kế này đóng vai trò là nền tảng cho loại chuột IntelliMouse ra mắt vào năm 1996.
Nhiều mẫu chuột khác đều được Microsoft phát hành trong những năm sau này, bao gồm Microsoft Natural Wireless Laser Mouse, Microsoft SideWinder, Arc Mouse, Microsoft Sculpt Ergonomic Mouse và các loại khác.

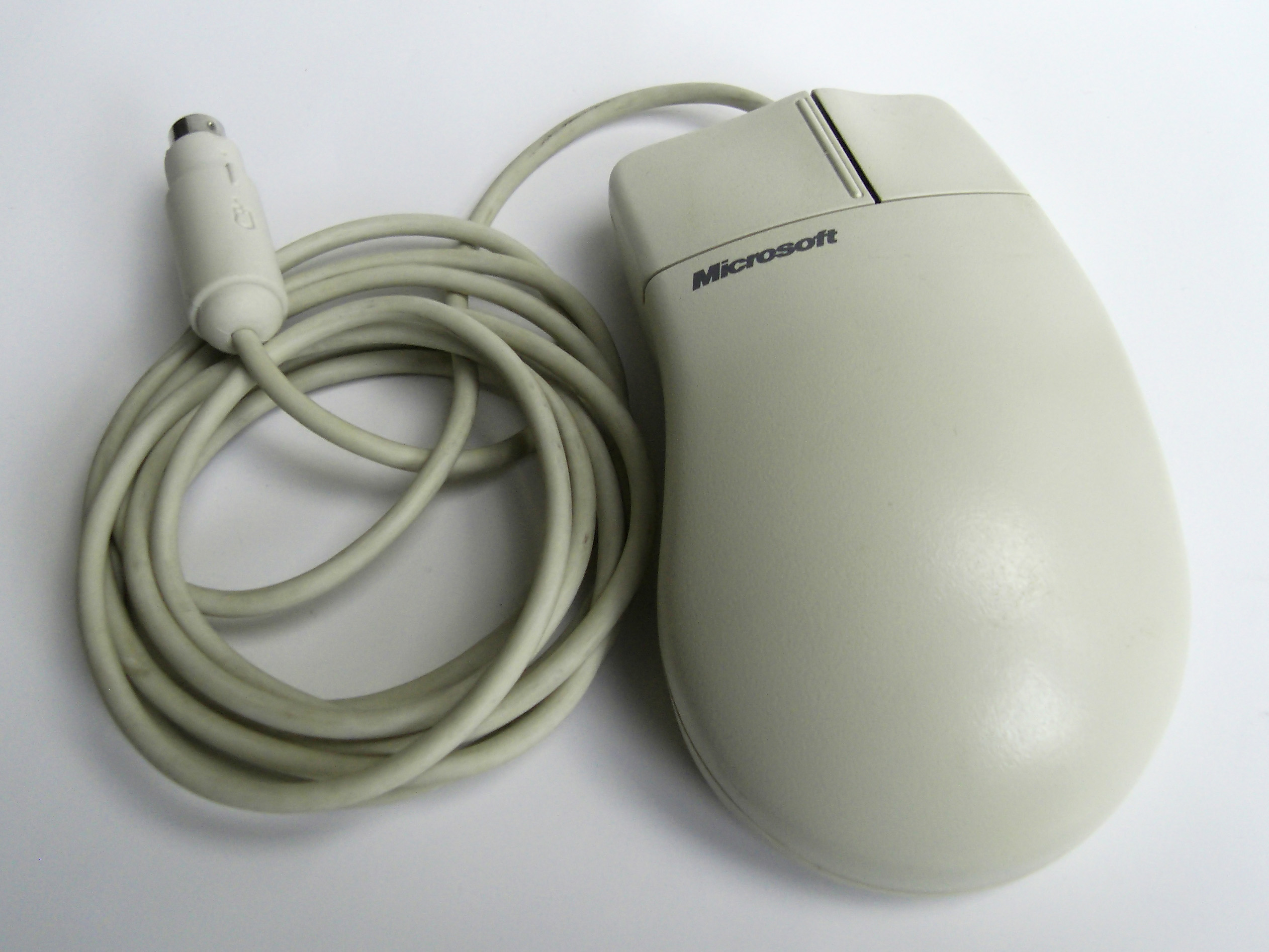
Chuột Microsoft 2.0 tương thích PS/2
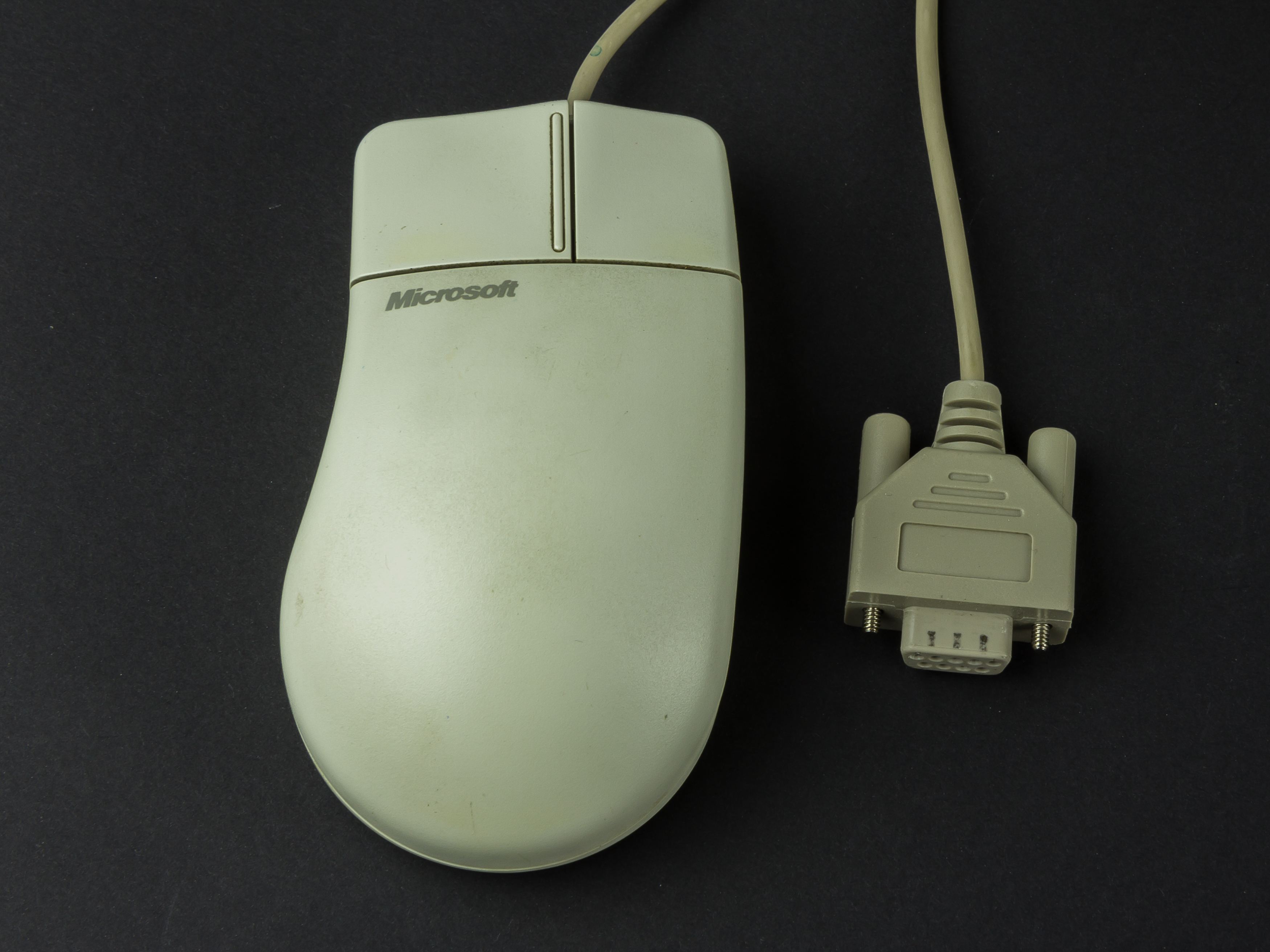
Chuột Microsoft 2.0 tương thích nối tiếp